# 狩野嘉宏
狩野嘉宏（かりの よしひろ 1956年 - ）は、栃木県宇都宮市出身の横笛演奏家。

## 経歴
1980年に国立音楽大学を卒業し、はじめフルート奏者として活動していた。偶然出逢った日本の横笛の演奏に衝撃を受け、独学で篠笛を始める。
その後、横笛の第一人者、鯉沼廣行に篠笛と能管を師事する。1998年に最初の横笛リサイタルを開いて以来、日本各地で横笛の演奏活動を行っている。
2006年〜2008年、音楽ユニットWARAKU × T.C.Grooveの活動に参加。
宇都宮大学教育学部非常勤講師

## 作品

### CDアルバム
- 星河 (ほしのかわ) (ALM RECORDS 2002年)
- 横笛とピアノが抒情歌をJazzのテイストで歌う（hunting field record 2012年）
- 星月花 （ほしつきはな）(hunting field record 2017年）
- 初級教本 基礎編 篠の音 音源CD（オフィスSi＊no 2019年）
- いざよい（ALM RECORDS 2024年）

DVDアルバム
・菊（Yotsuba Records2014年）

### 著書
- 狩野嘉宏 篠笛作品集 (随想舎 2004年)
- 初級教本 基礎編 篠の音（オフィスSi＊no 2016年）
- 笛の日本文化〜季刊 iichiko（文化科学高等研究院出版局 2021年）
- 日本文化を奏でる竹笛〜知の新書（文化科学高等研究院出版局 2022年）
- 狩野嘉宏 篠笛作品集 第二集（ 随想舎 2022年）